# I call your name (Willy DeVille)
I call your name is een lied van Willy DeVille. Hij bracht het in 1992 uit op een single, in 1993 op een maxi-single / mini-cd en in 1994 op het album Backstreets of desire.
Zijn single kende verschillende B-kanten. De single die hij in Spanje via het label Tabata uitbracht, had bijvoorbeeld het nummer Voodoo charm op de B-kant, terwijl FNAC in Frankrijk het nummer Lovely hunter op de B-kant zette. De maxi-single kwam bijvoorbeeld in Frankrijk uit en bevatte geen van de twee voorgenoemde nummers. Hier stonden de volgende nummers op:
1. I call your name
2. I'm in the mood
3. Early morning blues
4. Well it's true so true
5. Who's gonna shoot your little pretty foot

In 1994 bracht Piet Veerman een cover van het nummer uit op zijn album My heart and soul.
Het lied gaat over een man die de naam van zijn vriendin roept, maar geen antwoord terugkrijgt. Hij gaat alleen door het leven. Hij weet ook dat dat niet goed is, maar hij is zeker dat zij voor elkaar gemaakt zijn.